# Orthocomotis
Orthocomotis là một chi bướm đêm thuộc họ Tortricidae.

## Các loài
- Orthocomotis aglaia  Clarke, 1956
- Orthocomotis albimarmorea  Razowski & Wojtusiak, 2006
- Orthocomotis altivolans  Brown, 2003
- Orthocomotis aphanisma  Razowski & Becker, 1990
- Orthocomotis argodonta  Clarke, 1956
- Orthocomotis attonsa Razowski, 1982
- Orthocomotis auchmera Razowski, 1982
- Orthocomotis boscantica  (Dognin, 1912)
- Orthocomotis chaldera  (Druce, 1889)
- Orthocomotis chlamyda  Razowski & Wojtusiak, 2006
- Orthocomotis chloantha  (Walsingham, 1914)
- Orthocomotis euchaldera  Clarke, 1956
- Orthocomotis exolivata  Clarke, 1956
- Orthocomotis expansa  Razowski, 1999
- Orthocomotis grandisocia  Razowski, 1999
- Orthocomotis herbacea  Clarke, 1956
- Orthocomotis herbaria  (Busck, 1920)
- Orthocomotis independentia  Razowski, 1999
- Orthocomotis leucothorax  Clarke, 1956
- Orthocomotis longicilia  Brown, 2003
- Orthocomotis longuncus  Razowski & Pelz, 2003
- Orthocomotis magicana  (Zeller, 1866)
- Orthocomotis mareda  Clarke, 1956
- Orthocomotis marmorobrunnea  Razowski & Wojtusiak, 2006
- Orthocomotis melania  Clarke, 1956
- Orthocomotis melanochlora  (Meyrick, 1931)
- Orthocomotis muscosana  (Zeller, 1866)
- Orthocomotis nitida  Clarke, 1956
- Orthocomotis ochracea  Clarke, 1956
- Orthocomotis ochrosaphes  Clarke, 1956
- Orthocomotis olivata  Dognin, 1905
- Orthocomotis parattonsa  Razowski & Pelz, 2003
- Orthocomotis phenax  (Razowski & Becker, 1990)
- Orthocomotis prochaldera  Clarke, 1956
- Orthocomotis pseudolivata  Clarke, 1956
- Orthocomotis similis  Brown, 2003
- Orthocomotis smaragditis  (Meyrick, 1912)
- Orthocomotis trissophricta  (Meyrick, 1932)
- Orthocomotis twila  Clarke, 1956